# 福野站 (岐阜縣)

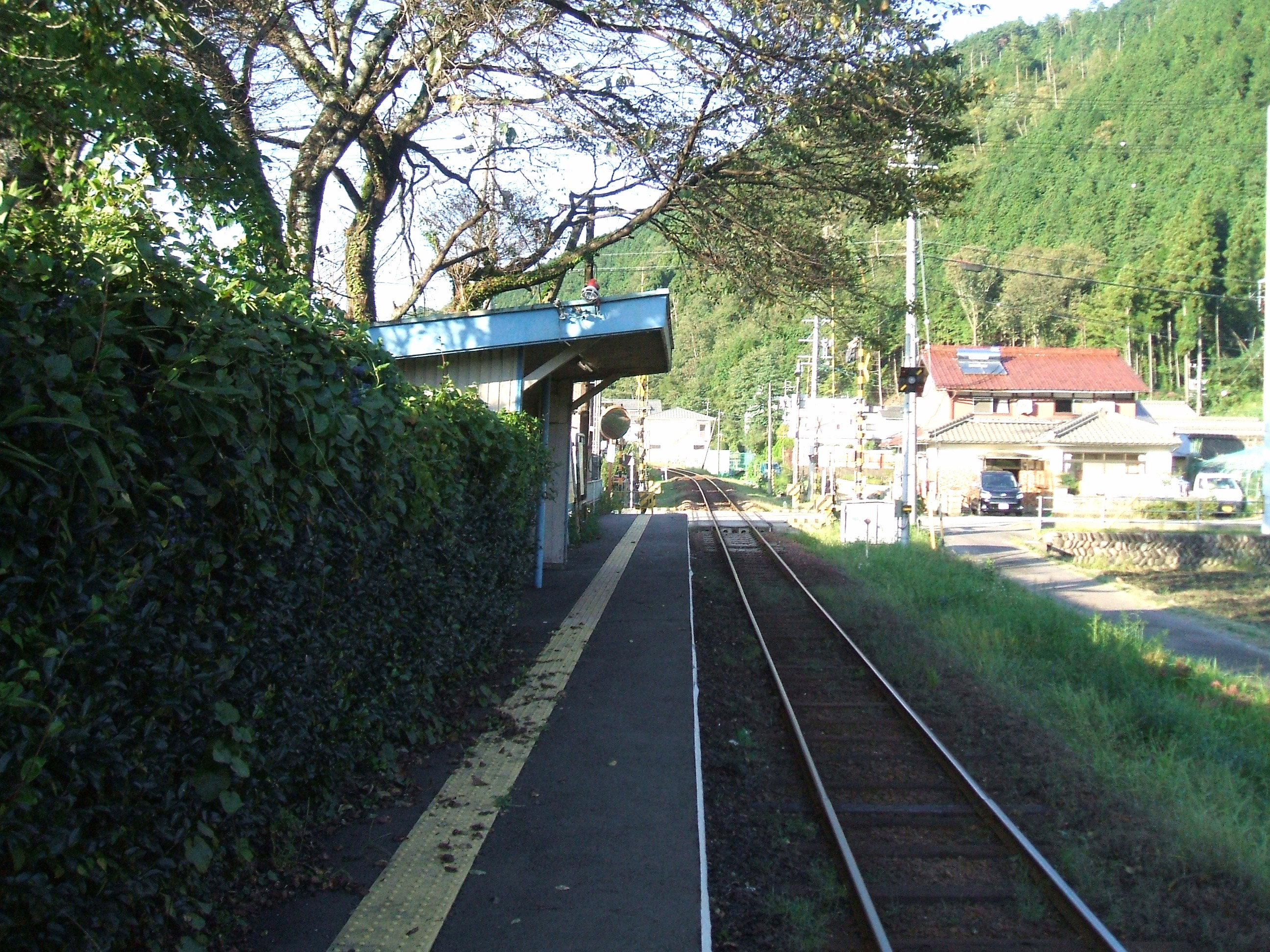
另一方度觀看月台

福野站（日语：／ Fukuno eki */?）是位於岐阜縣郡上市美並町白山，長良川鐵道的越美南線車站。車站編號是20。

## 歷史
- 1952年（昭和27年）7月1日 - 國鐵開設此站，當時車站名為郡上福野站[1]。為旅客車站。
- 1986年（昭和61年）12月11日 - 國鐵越美南線由長良川鐵道接管，成為長良川鐵道車站[1]。同時車站改名為福野站[1]。

## 車站構造
車站是一座地面車站，設有1面1線單式月台。此站沒有車站大樓與廁所，於月台中央附近設有候車室。
此站是無人車站。出入口位於月台靠近北濃一方。此站沒有單車停泊處、停車場和自動售票機。

## 使用狀況
| 年度               | 1日平均 乘車人次 | 1日平均 乘車人次 |
| ------------------ | ---------------- | ---------------- |
| 2011年（平成23年） | 33               |                  |
| 2012年（平成24年） | 38               |                  |
| 2013年（平成25年） | 31               |                  |
| 2014年（平成26年） | 43               |                  |
| 2015年（平成27年） | 28               |                  |

## 車站周邊
車站附近都是住宅和農田。
- 美並郵局
- 大垣共立銀行（日语：大垣共立銀行）美並出張所
- 慈惠中央醫院
- 國道156號
- 岐阜縣道324號白山美濃線（日语：岐阜県道324号白山美濃線）
- 長良川
- 兒童養護設施合掌苑
- 郡上市立郡南中學（日语：郡上市立郡南中学校）

## 巴士路線
郡上市自主運行巴士
- 美並南路線 （每日2往返班次，在盂蘭盆節、年尾、年初除外的星期二、五服務）
- 美並北路線 （每日2往返班次，在盂蘭盆節、年尾、年初除外的星期一、四服務）
- 美並美濃線 （每日1往返班次，在盂蘭盆節、年尾、年初除外的星期一、五服務）

## 其他
在2003年7月21日，一架機車牽引小火車行走於美並苅安站與此站之間，途中部分機車車輪脫離了軌道。

## 相鄰車站
長良川鐵道
越美南線
大矢（19）－福野（20）－美並苅安（21）

## 注腳
1. 1 2 3 4 5  曾根悟（監修）. 朝日新聞出版分冊百科編集部（編集） , 编. . 週刊朝日百科. 26号 長良川鉄道・明知鉄道・樽見鉄道・三岐鉄道・伊勢鉄道. 朝日新聞出版. 2011-09-18: 10-11 （日语）.

## 外部連結
- 福野站｜【官方網站】長良川鐵道株式會社 （页面存档备份，存于）（日語）